# IC 3434
IC 3434 је спирална галаксија у сазвјежђу Береникина коса која се налази на листи објеката дубоког неба у Индекс каталогу.
Деклинација објекта је + 18° 48' 34" а ректасцензија 12h 30m 27,2s. Привидна величина (магнитуда) објекта IC 3434 износи 14,5 а фотографска магнитуда 15,3. IC 3434 је још познат и под ознакама CGCG 99-70, KUG 1227+190, PGC 41324.